# سهیل گوهری
سهیل گوهری (زادهٔ ۲ تیر ۱۳۵۸ – درگذشتهٔ ۲۷ تیر ۱۳۹۹ در تهران) فعال اجتماعی و سیاسی اصلاح‌طلب، مشاور حقوقی، تحلیل‌گر سیاسی و اجتماعی و مدیر سابق روابط عمومی باشگاه استقلال بود.

## زندگی
سهیل گوهری در ۲ تیرماه سال ۱۳۵۸ متولد شد. او تحصیلات خود را تا مقطع کارشناسی ارشد رشتهٔ حقوق ادامه داد و از سال ۱۳۸۴ فعالیت رسانه‌ای خود را آغاز کرد. وی به عنوان روزنامه‌نگار حوزه اجتماعی، با پوشش دادن اخبار شورای شهر تهران فعالیت خود را ادامه داد و مدتی نیز با هیئت اتومبیل رانی استان تهران همکاری کرد. سهیل گوهری فعال اجتماعی و سیاسی اصلاح‌طلب، عضو شورای سیاستگذاری حزب ندای ایرانیان و عضو کمیته ورزش شورای شهر تهران بود. او در ۱۸ تیر ۱۳۹۹ به سمت مدیر روابط عمومی باشگاه استقلال منصوب شد و کمتر از ۲۴ ساعت بعد استعفا داد. همچنین او یکی از بنیان‌گذاران پلتفرم تأمین مالی جمعی راتا و از اعضای هیئت مدیرهٔ شرکت نشانه بود.

## درگذشت
سهیل گوهری در ۲۷ تیر ۱۳۹۹ به دلیل ابتلا به ویروس کرونا درگذشت. درگذشت سهیل گوهری، بازخورد گسترده‌ای نزد دست‌اندرکاران باشگاه‌ها، مسؤلان ورزشی ایران و احزاب و شخصیت‌های سیاسی داشت.
سید محمد خاتمی در پیام تسلیتش خطاب به همسر سهیل گوهری نوشت: درگذشت نابهنگام و تأثرآور جوان شریف و دردآشنا همسر گرانقدرتان آقای سهیل گوهری را صمیمانه به شما و خانواده‌های محترم گوهری و حسینی و همهٔ بستگان داغدار تسلیت می‌گویم و از پیشگاه پروردگار برای آن سفر کردهٔ عزیز آمرزش و رحمت الهی و برای بازماندگان تندرستی، شکیبائی و پاداش نیکو مسألت می‌کنم.
همچنین سید حسین حسینی کاپیتان تیم فوتبال استقلال تهران، در دیدار مقابل صنعت نفت آبادان، با تصویر سهیل گوهری پا به زمین مسابقه گذاشت.

## حاشیه‌ها
سهیل گوهری توییت‌هایی در اعتراض به شلیک سپاه پاسداران انقلاب اسلامی به هواپیمای اوکراینی، رد صلاحیت‌های انتخاباتی از سوی شورای نگهبان و همچنین سرکوب آزادی‌ها از سوی جمهوری اسلامی منتشر کرده بود.
او کمتر از ۲۴ ساعت پس از انتصاب به عنوان مدیر روابط عمومی باشگاه استقلال، تحت فشارهای سیاسی، از این سمت استعفا داد. او در بخشی از نامهٔ استعفایش، درگیر شدن خانواده‌اش به بیماری کرونا و «عدم تمرکز کافی ناشی از مشکلات خانوادگی» را دلیل استعفای خود دانسته بود و در توییتر خود چنین نوشته بود:
«به عنوان هواداری که عاشق استقلال هستم اومدم باشگاه محبوبم خدمت‌کنم و برای سربلندیش تلاش کنم اما متأسفانه شرایط ناگهانی که برای خانوادم پیش اومد و فشار و حاشیه‌ای که برای باشگاه محبوبم ایجاد کردن، تحمل فشار بر روی باشگاه بخاطر خودم رو اخلاقی ندونستم و استعفامو تقدیم کردم»
پس از انتصاب او به مدیریت روابط عمومی باشگاه استقلال، خبرگزاری تسنیم که نزدیک به سپاه پاسداران است، طی گزارشی چنین نوشت: «هفته گذشته فردی به عنوان سرپرست روابط عمومی باشگاه استقلال انتخاب شد که سوابقش کاملاً مشخص بود؛ فردی هتاک به ارکان نظام که در گذشته هر چه دلش خواسته، گفته و اکنون در یک باشگاه دولتی پست می‌گیرد.»وبگاه مشرق‌نیوز نیز مطلبی با عنوان «چگونه فرد هتاک در باشگاه استقلال پست می‌گیرد؟» منتشر کرد.نمونه دیگری از فشارهای سیاسی علیه گوهری توییت «حسین صارمی»، از فعالان اصول‌گرای توییتر بود. او در این مورد چنین نوشت: «تلاش سلطانی فر برای احیای تاج و نابودی استقلال! سهیل گوهری که در هتاکی به انقلاب و شهدا گوی سبقت رو از براندازها ربوده بود، بعنوان رئیس روابط عمومی باشگاه استقلال منصوب شد.»
وبگاه ایران وایر طی گزارشی اعلام کرد که سپاه پاسداران سهیل گوهری را برکنار کرد. ایران وایر در بخشی از گزارش خود نوشت: «روایتی که از باشگاه استقلال به گوش می‌رسد، این است که عصر ۱۸ تیرماه وزارت ورزش و جوانان دستوری از حفاظت اطلاعات سپاه دریافت می‌کند مبنی بر این که سهیل گوهری باید از سرپرستی باشگاه استقلال عزل شود.»
شبکهٔ ایران اینترنشنال نیز در مورد استعفای سهیل گوهری نوشت: «یک منبع مطلع به ایران اینترنشنال خبر داده بود که گوهری با فشار امنیتی سپاه پاسداران از سمت خود استعفا داده‌است.»

#### نام‌گذاری یک خیابان به نام سهیل گوهری
حجت نظری عضو شورای شهر تهران در صفحه شخصی خود در توئیتر، از نام‌گذاری ۲ خیابان در مجاورت دفتر انجمن صنفی روزنامه‌نگاران در خیابان شریعتی تهران، به نام سهیل گوهری و روح‌الله رجایی خبر داد. این نام‌گذاری، در تاریخ ۲۶ مردادماه تصویب و در تاریخ ۲ شهریور ابلاغ شد و نام خیابان مهرداد جنوبی در محدودهٔ منطقهٔ ۳ شهرداری تهران واقع در خیابان دکتر شریعتی، خیابان کودکان غزه، به نام سهیل گوهری تغییر کرد.

## جوایز
در مراسم دومین جایزهٔ ناصر حجازی که در دی ۱۳۹۹ برگزار شد، جایزه‌ای از طرف هیئت داوران همراه با تقدیرنامه و سردیس ناصر حجازی به یادِ گوهری به همسرش اهدا شد.